# Jahnsdorf/Erzgeb.
Jahnsdorf/Erzgeb. ist eine Gemeinde im Norden des Erzgebirgskreises in Sachsen. Die Abkürzung „Erzgeb.“ steht für „Erzgebirge“.

## Geografie

### Geografische Lage
Die Gemeinde Jahnsdorf befindet sich etwa zehn Kilometer südwestlich des Chemnitzer Stadtzentrums und sechs Kilometer nordöstlich der Großen Kreisstadt Stollberg/Erzgeb. Innerhalb des rund 26 km² großen Gemeindegebietes befindet sich der Hauptort Jahnsdorf im Südosten. Die Gemeinde liegt im Mittelerzgebirge. Der tiefste Punkt liegt auf 342 m ü. NN, der höchste auf 548 m ü. NN. Markanteste Erhebungen im Umland sind das Jägerhorn (548 m), der Schieferberg (483 m) und der Wachtelberg (470 m). Der Hauptort und der Ortsteil Pfaffenhain befinden sich im Tal der Würschnitz. Die anderen beiden Ortsteile liegen etwas höher und nordwestlich des Flusses, der bei Grüna entspringt und sich in Chemnitz mit der Zwönitz zum Fluss Chemnitz vereinigt.
Die Gemeinde hat im Norden eine gemeinsame Grenze mit der kreisfreien Stadt Chemnitz, die anderen umliegenden Gemeinden befinden sich alle im Erzgebirgskreis. Dies sind Neukirchen/Erzgeb. im Nordosten und Osten, Burkhardtsdorf im Südosten, Thalheim/Erzgeb. im Süden und Niederdorf im Südwesten. Westlich des Jahnsdorfer Gemeindegebietes grenzt die Stadt Lugau an.

### Gemeindegliederung
Zu Jahnsdorf gehören neben dem Hauptort drei weitere Ortsteile, die zusammen die Gemeinde Jahnsdorf/Erzgeb. bilden. Jeder der vier Ortsteile bildet eine eigene Gemarkung, aus der sich das Gemeindegebiet zusammensetzt.
- Jahnsdorf (2754 Einwohner)
- Leukersdorf (1757 Einwohner)
- Pfaffenhain (320 Einwohner)
- Seifersdorf (704 Einwohner)

Der Ortsteil Jahnsdorf ist von der Einwohnerzahl am größten, es folgen Leukersdorf, Seifersdorf und Pfaffenhain. (gesamt 5535 Einwohner, Stand: 31. Dezember 2013) Die Gemeindeverwaltung befindet sich im Ortsteil Leukersdorf.

## Geschichte

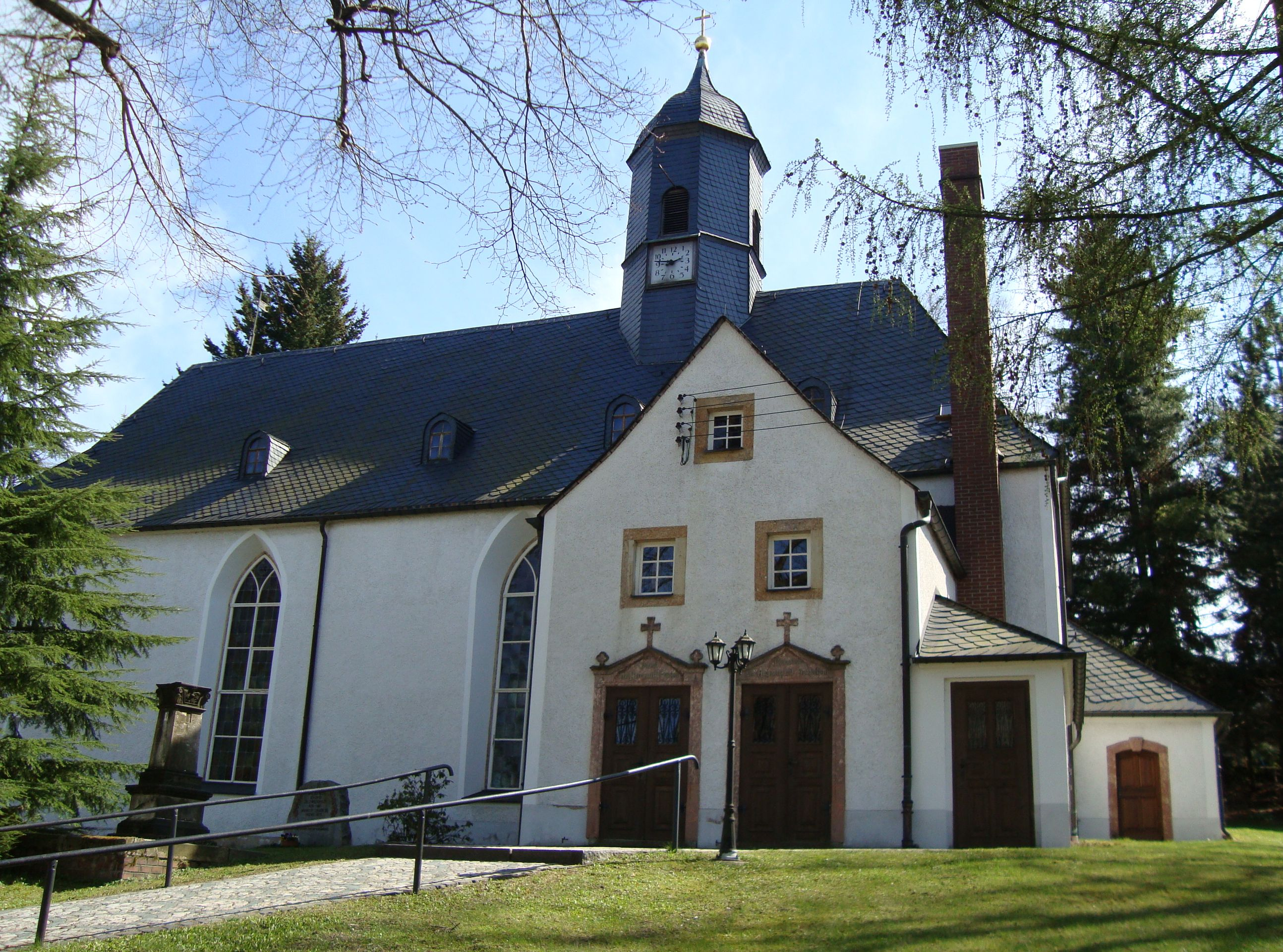
Kirche von Jahnsdorf

Jahnsdorf wurde zwischen 1170 und 1200 gegründet und ist wahrscheinlich nach seinem Lokator benannt, der Jahn (Johannes) geheißen haben könnte und das Dorf folglich das Dorf eines Jahns (Jansdorf) genannt wurde. Später waren auch Namensformen wie Jhansdorff (1486) und Jonßdorff (1555) gebräuchlich. Im Jahr 1830 ist dann von Jahnsdorf die Rede, das von den Einwohnern aber meist Gahnsdorf genannt wurde. In der Frühen Neuzeit wurde der Ort von Chemnitz aus verwaltet, er war dem dortigen Amt Chemnitz im Kurfürstentum Sachsen unterstellt und hatte den Status eines Amtsdorfes, der Landesherr war also zugleich Grundherr in Jahnsdorf. Die Zugehörigkeit zu Chemnitz erhielt sich mit einer Unterbrechung zwischen 1856 und 1875 (Zugehörigkeit zum Gerichtsamt Stollberg) bis zum Beginn des 19. Jahrhunderts. So war Jahnsdorf ab 1875 der Amtshauptmannschaft Chemnitz untergeordnet, von der am 1. Juli 1910 die Amtshauptmannschaft Stollberg abgetrennt wurde. Fortan war die Gemeinde Teil dieser Amtshauptmannschaft.
Bevor Jahnsdorf 1838 durch die Sächsische Landgemeindeordnung Eigenständigkeit als Landgemeinde erhielt, war der Ort durch das Lehnswesen geprägt. Der Grundherr hatte 1551 die Herrschaft über 44 besessene Mann, 5 Häusler und 69 Inwohner inne, die 27 Hufen Land bewirtschafteten. Rund 200 Jahre später lebten 1764 44 besessene Mann und 47 Häusler auf 27 Hufen. Im Jahr 1900 erstreckte sich eine 955 Hektar große Waldhufenflur um das Waldhufendorf Jahnsdorf. Zu dieser Zeit lebten wohl 3000 Menschen in der Gemeinde. Infolge der Industrialisierung in Sachsen erlebte Jahnsdorf einen großen Bevölkerungsanstieg. In 56 Jahren verdoppelte sich die Einwohnerzahl von 1374 (1834) auf 2715 (1890). Bis 1925 erfolgte eine erneute Steigerung auf 3692 Einwohner, von denen 3488 evangelisch-lutherisch und 38 katholisch waren. Zudem lebten ein Jude und 165 Menschen anderer oder keiner Religion im Ort. Die Jahnsdorfer Kirche wurde im 12. Jahrhundert erbaut, einige Glocken aus dieser Zeit sind heute noch erhalten. Umgebaut wurde die Kirche im 17., 18. und zuletzt im 20. Jahrhundert.
Die heutige Grundschule Jahnsdorf wurde 1876 erbaut. Nach und nach entwickelte sich der Ort zu einem Standort der sächsischen Textilindustrie, so siedelte sich 1878 eine Strumpffabrik in Jahnsdorf an. Wenig später erfolgte die Gründung der Feuerwehr Jahnsdorf und die Eröffnung des ersten Postamtes. Im Jahre 1895 bekam die Gemeinde Anschluss an die Würschnitztalbahn, die heute als Teilstrecke des Chemnitzer Modells betrieben wird. Anfang des 20. Jahrhunderts wurde ein Elektrizitätswerk errichtet, das den Ort mit Gleichstrom versorgte. Es stellte 1928 den Dienst ein.
Im Ersten Weltkrieg verlieren 121 Jahnsdorfer ihr Leben. Nach dem Zweiten Weltkrieg, in dem 1945 die Strumpffabrik erfolglos bombardiert worden war, wurde Jahnsdorf Teil der Sowjetischen Besatzungszone und später der DDR. 1950 wurde Jahnsdorf vom aus der Amtshauptmannschaft Stollberg hervorgegangenen Landkreis Stollberg in den Landkreis Chemnitz umgegliedert. Doch schon 1952 wurde in der Gebietsreform die Zuordnung nach Stollberg wiederhergestellt, Jahnsdorf war nun Teil des Kreises Stollberg, der sich im Bezirk Karl-Marx-Stadt (Chemnitz) befand. Ab 1957 richtete der Staat das bäuerliche Leben nach der Landwirtschaft in der DDR aus.
Nach der Deutschen Wiedervereinigung kam Jahnsdorf zum wiedergegründeten Freistaat Sachsen. Die ehemalige Gemeinde Leukersdorf wurde am 1. Januar 1999 eingegliedert. Der bis zum 30. Juni 1950 selbständige Ort Seifersdorf und der bis zum 31. Dezember 1973 selbständige Ort Pfaffenhain wurden nach Leukersdorf eingemeindet. Seit dem 1. Januar 1999 sind sie zusammen mit Leukersdorf Ortsteile von Jahnsdorf.
Ihren Höchststand erreichte die Einwohnerzahl des Ortes Jahnsdorf im Jahr 1956, als 4422 Menschen in der Gemeinde lebten. Bis dahin war die Bevölkerungszahl stetig angestiegen. In der DDR ging sie jedoch zurück, sodass 1990 nur noch 2763 Menschen im Ort lebten. Nach der Wende stieg die Einwohnerzahl jedoch wieder, bevor sie mit der Eingemeindung von Leukersdorf die Grenze von 6000 überschritt. Derzeit wohnen noch rund 5600 Menschen in Jahnsdorf.
Am 10. Dezember 2015 wurde in Jahnsdorf ein Bus mit Flüchtlingen angegriffen. Aus einer ca. 30 Menschen umfassenden Menge wurden bei der Ankunft in einem Flüchtlingslager Steine und Feuerwerksböller auf den Bus geworfen. Die Gemeindeleitung erklärte, sie distanziere sich „entschieden gegen derart feige Übergriffe“ und verurteile „diese ... Attacken entschieden“, die Gewalttäter würden nach bisherigen Erkenntnissen nicht aus Jahnsdorf stammen.

## Politik
- Linke: 1
- SPD: 1
- FWG: 2
- CDU: 6
- AfD: 3
- NLJ: 3

### Gemeinderat
Der Gemeinderat Jahnsdorf besteht aus 16 Mitgliedern, die zuletzt im Jahr 2024 gewählt wurden. Sechs Sitze hält die CDU, drei Sitze erreichte die AfD und die unter Neue Liste Jahnsdorf, auf der der ehemalige sächsische NPD-Landesvorsitzende Mario Löffler wieder in den Stadtrat gewählt wurde. Mit zwei Sitzen ist die Freie Wählergemeinschaft vertreten. Die Linkspartei und die SPD haben jeweils einen Sitz inne.
| Liste                     | 2014   | 2014   | 2019   | 2019   | 2024   | 2024   |
| Liste                     | Sitze  | in %   | Sitze  | in %   | Sitze  | in %   |
| ------------------------- | ------ | ------ | ------ | ------ | ------ | ------ |
| CDU                       | 10     | 52,6   | 7      | 40,5   | 6      | 37,8   |
| AfD                       | –      | –      | 2      | 13,7   | 3      | 21,8   |
| Neue Liste Jahnsdorf      | –      | –      | 3      | 18,1   | 3      | 16,7   |
| Freie Wähler-Gemeinschaft | 2      | 15,7   | 2      | 13,8   | 2      | 14,1   |
| Linke                     | 1      | 11,5   | 1      | 8,1    | 1      | 4,5    |
| SPD                       | 1      | 6,9    | 1      | 5,9    | 1      | 3,9    |
| Grüne                     | –      | 4,2    | –      | –      | –      | 1,1    |
| NPD                       | 1      | 9,2    | –      | –      | –      | –      |
| Wahlbeteiligung           | 54,1 % | 54,1 % | 70,3 % | 70,3 % | 73,5 % | 73,5 % |

### Bürgermeister
Bürgermeister war bis zum Juni 2016 der CDU-Politiker Carsten Michaelis. Bei der Wahl am 16. Oktober 2016 wurde der parteilose Einzelkandidat Albrecht Spindler im ersten Wahlgang zum neuen Bürgermeister gewählt.
| Wahl | Bürgermeister     | Vorschlag | Wahlergebnis (in %) |
| ---- | ----------------- | --------- | ------------------- |
| 1994 | Karl Strunz       | CDU       | 67,1                |
| 2006 | Carsten Michaelis | CDU       | 42,1                |
| 2013 | Carsten Michaelis | CDU       | 96,3                |
| 2016 | Albrecht Spindler | Spindler  | 63,4                |
| 2023 | Albrecht Spindler | Spindler  | 74,8                |

### Wahlkreise
Die Gemeinde gehört auf Bundesebene zum Bundestagswahlkreis Erzgebirgskreis I und auf Landesebene zum Wahlkreis Stollberg.

### Gemeindepartnerschaften
Jahnsdorf unterhält Gemeindepartnerschaften zu:
- Wilhermsdorf (Bayern), seit 1998
- Veitsbronn (Bayern), seit 1990

## Wirtschaft und Infrastruktur

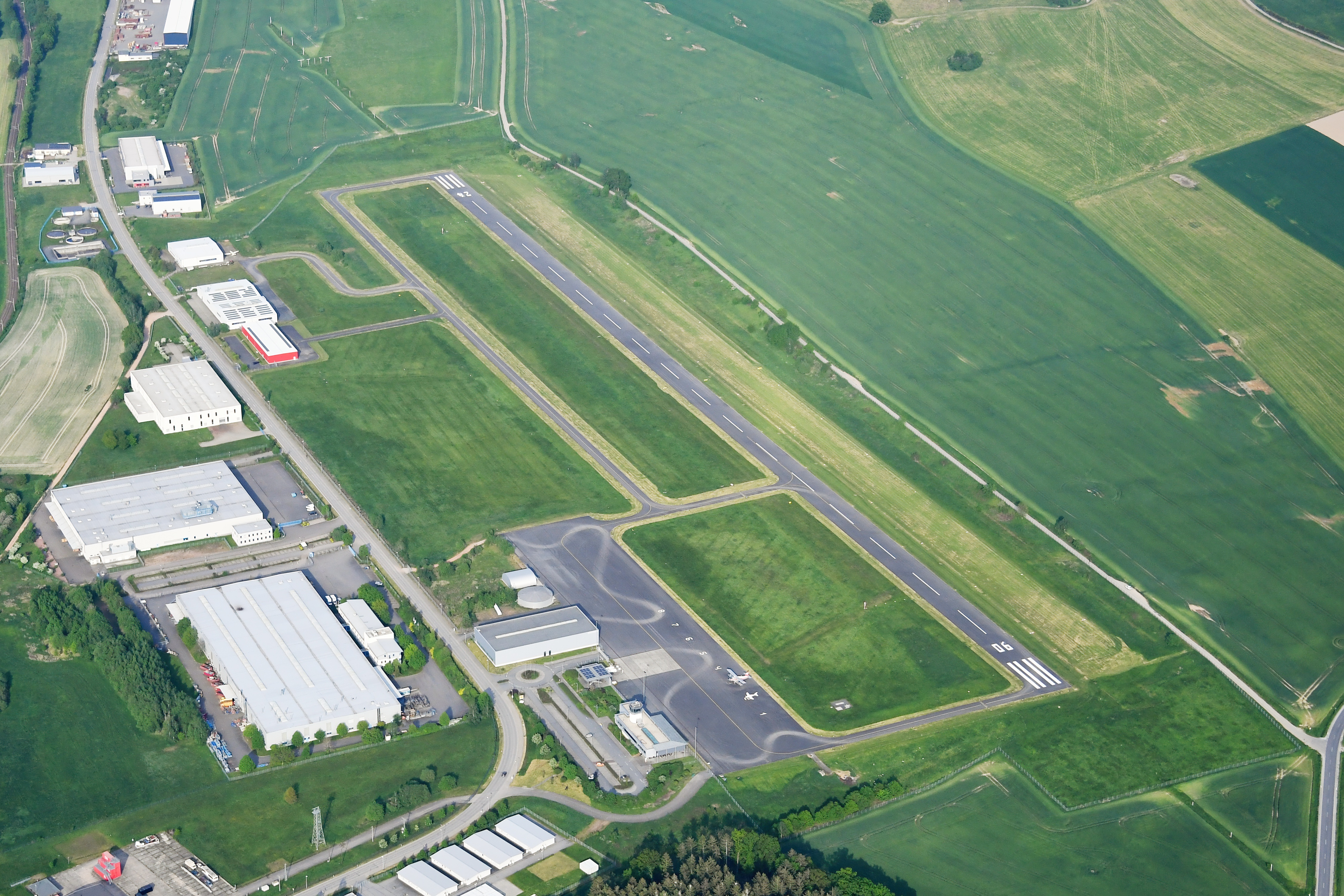
Flugplatz Chemnitz-Jahnsdorf im Jahr 2023

An der Leukersdorfer Quarzporphyrkuppe wird seit dem Jahr 1933 Schotter und Splitt für den Straßenbau abgebaut. Dieses stammt aus der geologischen Formation des Rotliegend und ist als Ergussgestein recht hart.
Wichtige Betriebe sind auf der Gemarkung Pfaffenhain angesiedelt, wie die ABUS Pfaffenhain GmbH (Hersteller mechanischer Sicherheitstechnik; gegründet 1946 als Mechanische Werkstätten Pfaffenhain/Erzgeb., später bis 1990 VEB Schloßfabrik Pfaffenhain und von 1990 bis 2008 Schließanlagen GmbH Pfaffenhain), Air-Service Fiedler (Instandhaltungsbetrieb der Allgemeinen Luftfahrt nach JAR 145), CMC Metallbearbeitungscenter GmbH (Metallbearbeitung), KOKI TECHNIK Transmission Systems GmbH (seit 2010) mit Sitz in Niederwürschnitz, die M&V GmbH Siegmar (Metallbearbeitung, Vorrichtungs- und Fahrzeugbau), die Firma Püschmann Maschinenbau GmbH und die ZLT Lüftungs- und Brandschutztechnik GmbH. Begünstigt wird die Unternehmensansiedlung durch den Flugplatz Chemnitz-Jahnsdorf, der sich zwischen Pfaffenhain und Jahnsdorf befindet.
Jahnsdorf liegt zwischen der B 169 im Westen, der B 95 im Osten und der B 180 im Süden, im Tal der Würschnitz. Die B 169 führt durch den Ortsteil Pfaffenhain. Die elektrifizierte Bahnstrecke Chemnitz–Stollberg verläuft mit je einem Haltepunkt durch die Ortsteile Jahnsdorf und Pfaffenhain und wird im 30-Minuten-Takt von der Linie C11 der City-Bahn Chemnitz bedient. Die A 72 verläuft zwischen den Ortsteilen Seifersdorf und Pfaffenhain und quert den Ortsteil Leukersdorf. Diese ist über die ca. 10 km entfernte Anschlussstelle Stollberg-Nord zu erreichen. Die A 4 verläuft nördlich der Gemeinde.

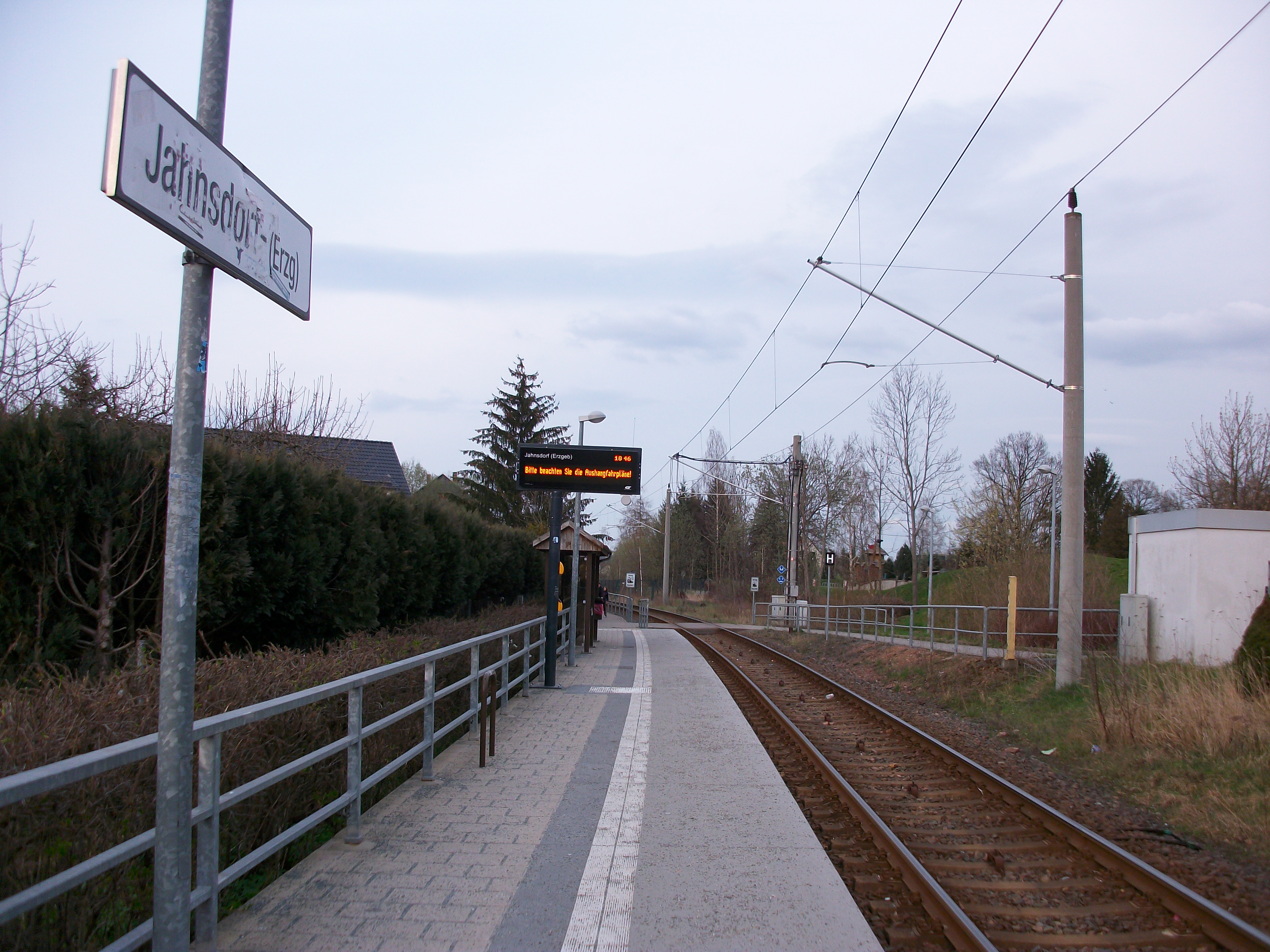
Haltepunkt Jahnsdorf (2016)
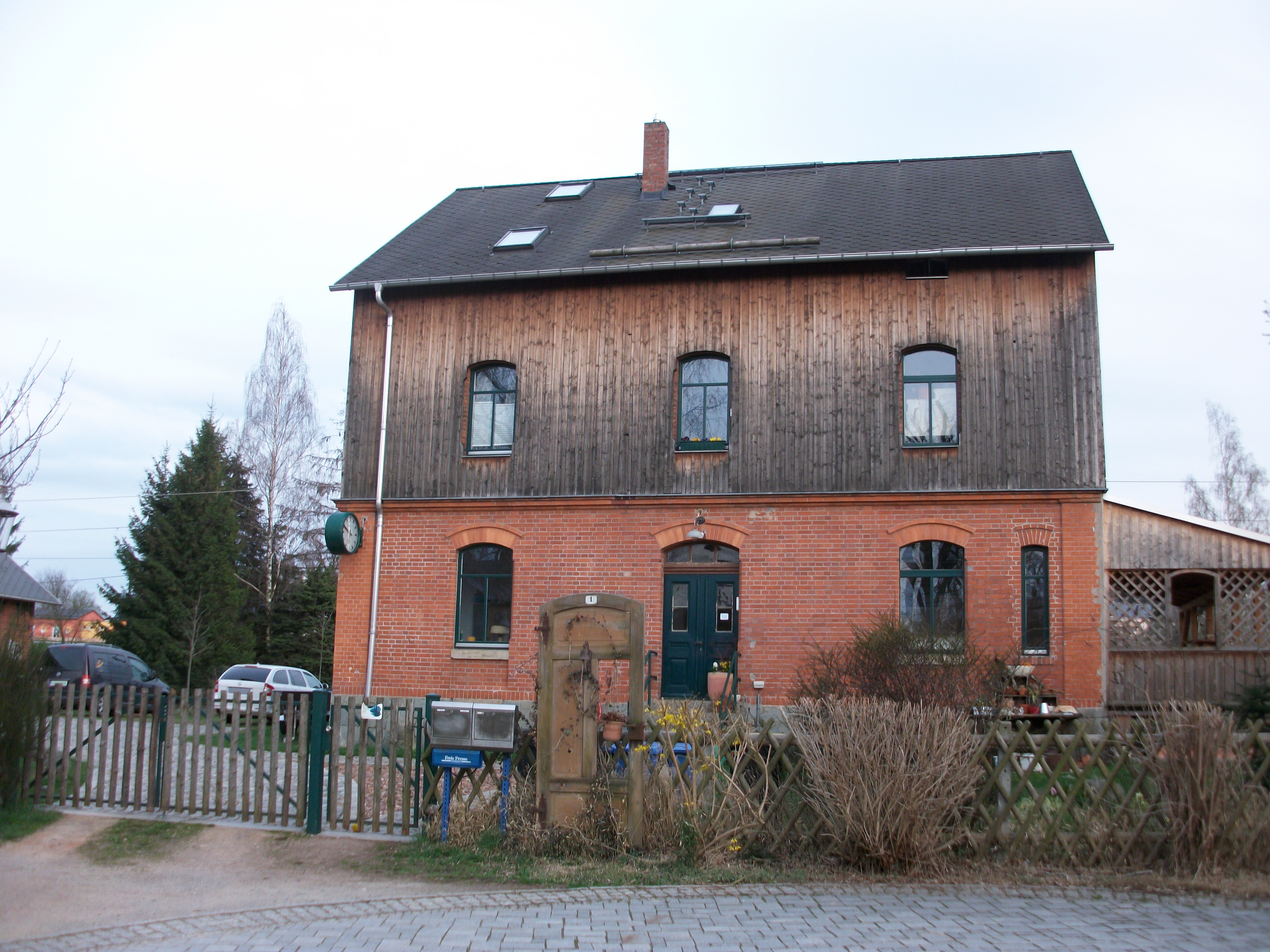
Bahnhof Jahnsdorf, ehem. Empfangsgebäude, Straßenansicht (2016)
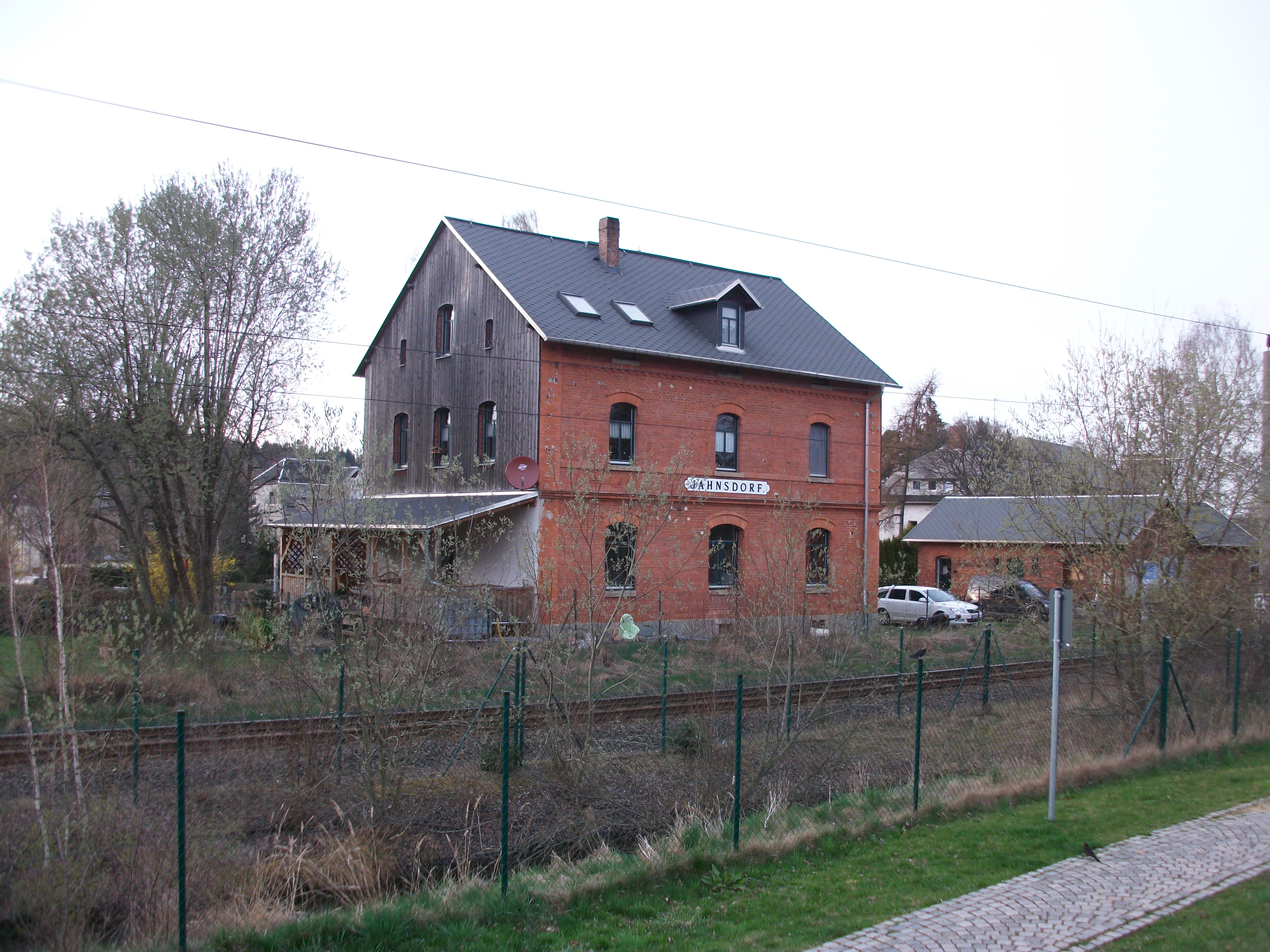
Bahnhof Jahnsdorf, ehem. Empfangsgebäude, Gleisseite (2016)

## Persönlichkeiten
- Christian Gottlieb Neubert (1765–1829), Kantor und Musikdirektor
- Hanns Diettrich (1905–1983), Bildhauer
- Claus Leichsenring (* 1943), Holzschnitzer und Heimatforscher
- Hanna Köhler (1944–2011), Schauspielerin, geboren in Jahnsdorf
- Rolf Oesterreich (1949–2022), Kugelstoßer